# إرنستو بيرتاريلي
إرنستو بيرتاريلي (من مواليد 22 سبتمبر 1965) رجل أعمال وملياردير سويسري إيطالي المولد، قدرت طبعة 2017 من قائمة صاندي تايمز للأثرياء ثروة العائلة بـ 11.5 مليار جنيه إسترليني ، بزيادة قدرها 1.72 مليار جنيه إسترليني عن العام السابق.